# Ombre mortelle
Ombre mortelle (Soft Light) est le 23e épisode de la saison 2 de la série télévisée X-Files. Dans cet épisode, Mulder et Scully sont à la recherche d'un scientifique qui a littéralement peur de son ombre.
Premier épisode de la série écrit par Vince Gilligan, dont la première version était sensiblement différente, il a obtenu des critiques plutôt favorables.

## Résumé
Chester Ray Banton frappe frénétiquement à la porte d'un hôtel de Richmond. Alors que le client de la chambre d'en face regarde ce qui se passe par le judas, l'ombre de Banton passe sous la porte et désintègre le client, dont il ne reste qu'une trace brûlée sur le sol. Quand il se rend compte de ce qui vient de se passer, Banton prend la fuite. L'inspecteur Kelly Ryan, une ancienne élève de Scully, est chargée de l'enquête sur cette disparition, ainsi que d'autres similaires, et fait appel à Mulder et Scully pour l'aider. Mulder pense d'abord à un cas de combustion spontanée.
Banton trouve refuge dans une gare, car la lumière y est assez douce pour que son ombre ne puisse être vue. Alors qu'il erre aux alentours de la gare, il est arrêté par deux policiers. Malgré les avertissements de Banton, les policiers marchent sur son ombre et se volatilisent. Le lendemain, Mulder remarque le comportement étrange de Banton en visionnant des vidéos de surveillance de la gare, et un agrandissement révèle que sa veste porte le logo de la compagnie Polarity Magnetics. Les deux agents se rendent au siège de cette compagnie et y rencontrent le docteur Christopher Davey. Ce dernier leur apprend que Banton est un physicien qui menait des recherches sur la matière noire et qu'il a disparu il y a quelques semaines après avoir été victime d'un accident au cours duquel il a été exposé à un bombardement de particules subatomiques.
Mulder et Scully retrouvent Banton à la gare et le poursuivent. Acculé, Banton met en garde Mulder, qui tire sur les éclairages pour supprimer toute source de lumière. Banton accepte d'être enfermé dans la chambre à la lumière tamisée d'un hôpital psychiatrique et déclare aux deux agents que son ombre est devenue à la suite de son accident une sorte de trou noir qui désintègre les êtres vivants. Il affirme également être traqué par le gouvernement. Mulder contacte Monsieur X, qui nie un quelconque intérêt du gouvernement pour Banton. Cependant, Monsieur X essaie plus tard d'enlever Banton. Deux de ses hommes sont tués par l'ombre de Banton lors de cette tentative, et le scientifique s'enfuit de l'hôpital.
Banton retourne à Polarity Magnetics et tue Ryan avec son ombre quand celle-ci tente de l'arrêter. Il demande à Davey de le tuer en se servant de l'accélérateur de particules mais Davey, qui collabore avec le gouvernement, prévient Monsieur X après avoir enfermé Banton. Monsieur X élimine Davey et s'empare de Banton, alors que Mulder et Scully arrivent trop tard. Mulder a ensuite une explication orageuse avec Monsieur X, qu'il accuse de l'avoir trahi. Banton est conduit dans une installation secrète gouvernementale où il est soumis à des expériences menées par Monsieur X.

## Distribution
- David Duchovny : Fox Mulder
- Gillian Anderson : Dana Scully
- Tony Shalhoub : Chester Ray Banton
- Kate Twa : Kelly Ryan
- Kevin McNulty : Christopher Davey
- Steven Williams : Monsieur X

## Production

### Préproduction
Le scénariste Vince Gilligan, qui est un fan de X-Files, apprend que son agent est une cousine de la femme de Chris Carter. Une rencontre est arrangée entre les deux hommes et, lorsque Carter demande à Gilligan si celui-ci aurait des idées d'histoires pour la série, Gilligan avance celle de l'ombre d'une personne pouvant se déplacer toute seule. Carter apprécie cette idée et Gilligan écrit en indépendant son premier scénario pour la série. Par la suite, Carter propose à Gilligan de rejoindre l'équipe de scénaristes de X-Files.
Gilligan insère dans une conversation entre Mulder et Kelly Ryan une référence indirecte à Eugène Victor Tooms, l'antagoniste des épisodes Compressions et Le Retour de Tooms. Le scénario prévoit initialement que l'ombre de Banton puisse bouger indépendamment de sa volonté, mais Carter réécrit cette partie de l'histoire avec Howard Gordon dans le but de réduire le coût des effets spéciaux. Par ailleurs, le personnage de Monsieur X n'est pas présent dans la première version du script mais l'équipe de scénaristes décide d'exploiter la paranoïa de Banton. Frank Spotnitz explique à ce sujet que cela faisait longtemps que Monsieur X n'avait pas été impliqué dans une histoire et que « ce personnage avait besoin d'être développé ».

### Choix des interprètes et tournage
Tony Shalhoub, qui tient alors l'un des rôles principaux de la série Wings, se voit proposer le rôle de Chester Ray Banton. Shalhoub n'a alors jamais vu d'épisodes de X-Files mais apprécie le scénario, et notamment son côté rappelant La Quatrième Dimension, et accepte le rôle. L'acteur se déclare plus tard impressionné par le nombre important de scènes de l'épisode tournées en extérieur.
Plusieurs scènes de l'épisode sont filmées à la gare de Vancouver Pacific Central et au Pacific Marine Training Institute de l'Institut de technologie de la Colombie-Britannique. Gilligan se rend à Vancouver pour assister au tournage et filme certaines étapes de la production avec sa caméra vidéo, un fait jusqu'alors inédit pour un scénariste de la série.

## Accueil

### Audiences
Lors de sa première diffusion aux États-Unis, l'épisode réalise un score de 8,5 sur l'échelle de Nielsen, avec 15 % de parts de marché, et est regardé par 12,9 millions de téléspectateurs.

### Accueil critique
L'épisode recueille des critiques plutôt favorables. Dans leur livre sur la série, Robert Shearman et Lars Pearson lui donnent la note de 4/5, estimant que l'enquête de Mulder et Scully est bien construite et que la « brillante conclusion » de l'épisode illustre parfaitement le message de méfiance envers le gouvernement que fait passer la série. Pour le site Le Monde des Avengers, « l'excellent Tony Shalhoub habite réellement » cette « brillante histoire au sujet très original » alors que « la mise en scène joue habilement des ombres et de leur mystère coutumier ».
Pour le magazine Entertainment Weekly, qui lui donne la note de B-, l'intrigue principale concernant la matière noire est bien menée mais l'épisode « perd des points en impliquant la conspiration de façon artificielle ». Zack Handlen, du site The A.V. Club, lui donne la note de B-, saluant l’étrangeté du postulat de départ et l'implication de Monsieur X qui offre « des rebondissements intéressants lors du dernier acte » mais regrettant l'inconsistance du scénario au niveau des explications scientifiques, lesquelles sont « plutôt ridicules ».
John Keegan, du site Critical Myth, lui donne la note de 5/10, évoquant un épisode dont le « concept central est totalement absurde » mais qui est partiellement sauvé par son « intéressante conclusion mettant en lumière le côté le plus sinistre de Monsieur X ».